# Douwe Amels
Douwe Amels (ur. 16 września 1991 w Drachten) – holenderski lekkoatleta specjalizujący się w skoku wzwyż.
Jako dziewiętnastolatek odpadł w eliminacjach mistrzostw świata juniorów w Moncton, a rok później bez powodzenia startował na młodzieżowych mistrzostwach Europy w Ostrawie. W 2013 został złotym medalistą mistrzostw Europy do lat 23.
Zwyciężył na halowych mistrzostwach Europy w 2023 w Stambule, przed Andrijem Procenko z Ukrainy i Thomasem Carmoyem z Belgii.
Złoty medalista mistrzostw Holandii oraz reprezentant kraju na drużynowych mistrzostwach Europy.
Rekordy życiowe: stadion – 2,28 (14 lipca 2013, Tampere i 28 sierpnia 2019, Zoetermeer); hala – 2,31 (5 marca 2023, Stambuł) rekord Holandii. Wynik z Tampere jest aktualnym rekordem Holandii młodzieżowców.

## Osiągnięcia
| Rok  | Impreza                                 | Miejsce     | Lokata            | Wynik |
| ---- | --------------------------------------- | ----------- | ----------------- | ----- |
| 2010 | Mistrzostwa świata juniorów             | Moncton     | el. – 16. miejsce | 2,14  |
| 2011 | Młodzieżowe mistrzostwa Europy          | Ostrawa     | el. – 15. miejsce | 2,08  |
| 2011 | I liga drużynowych mistrzostw Europy    | Izmir       | 6. miejsce        | 2,15  |
| 2013 | I liga drużynowych mistrzostw Europy    | Dublin      | 4. miejsce        | 2,15  |
| 2013 | Młodzieżowe mistrzostwa Europy          | Tampere     | 1. miejsce        | 2,28  |
| 2013 | Mistrzostwa świata                      | Moskwa      | el. – 25. miejsce | 2,17  |
| 2015 | I liga drużynowych mistrzostw Europy    | Heraklion   | 7. miejsce        | 2,20  |
| 2017 | Superliga drużynowych mistrzostw Europy | Lille       | 8. miejsce        | 2,12  |
| 2018 | Mistrzostwa Europy                      | Berlin      | 8. miejsce        | 2,19  |
| 2019 | I liga drużynowych mistrzostw Europy    | Sandnes     | 4. miejsce        | 2,18  |
| 2019 | Mistrzostwa świata                      | Doha        | el. – 19. miejsce | 2,22  |
| 2021 | I liga drużynowych mistrzostw Europy    | Kluż-Napoka | 8. miejsce        | 2,13  |
| 2022 | Mistrzostwa Europy                      | Monachium   | –                 | NM    |
| 2023 | Halowe mistrzostwa Europy               | Stambuł     | 1. miejsce        | 2,31  |
| 2023 | I dywizja drużynowych mistrzostw Europy | Chorzów     | 8. miejsce        | 2,13  |
| 2023 | Mistrzostwa świata                      | Budapeszt   | el. – 20. miejsce | 2,22  |
| 2024 | Mistrzostwa Europy                      | Rzym        | 11. miejsce       | 2,17  |
| 2025 | Halowe mistrzostwa Europy               | Apeldoorn   | el. – 15. miejsce | 2,13  |